# Psychotria farameoides
Psychotria farameoides är en måreväxtart som beskrevs av Cornelis Eliza Bertus Bremekamp. Psychotria farameoides ingår i släktet Psychotria och familjen måreväxter. Inga underarter finns listade i Catalogue of Life.